# Ladislav Grosman
Pour les articles homonymes, voir Grossman.
Ladislav Grosman, né le 4 février 1921 à Humenné, en Slovaquie et mort le 25 janvier 1981 à Tel Aviv en Israël, est un un romancier et scénariste slovaque. Il est l'auteur de Miroir aux alouettes (Obchod na korze, en anglais The Shop on Main Street), qu'il adapte en un film primé aux Oscars en 1965. Il travaille comme correspondant et rédacteur au bureau de Prague du journal slovaque Pravda. Après l'invasion de la Tchécoslovaquie par le pacte de Varsovie en 1968, il s'installe en Israël.

## Biographie
Ladislav Grosman est né le 4 février 1921 à Humenné, en Slovaquie dans une famille juive slovaque. Il est le fils d'un tanneur, propriétaire d'un petit magasin vendant du cuir et des ceintures. Sa mère est Ethel (Esther) Grosman (née Sommer). Il fait partie d'une fratrie de six enfants. Il étudie au gymnasium de Michalovce, en Slovaquie, de 1932 à 1939.

### Seconde Guerre mondiale
Ses parents et trois de ses cinq frères et sœurs sont tués lors d'un bombardement allemand de Ružomberok, en Slovaquie, en 1944.
Il passe deux ans de la Seconde Guerre mondiale dans un camp de travaux forcés.

### Après la guerre
Après la guerre, il s'installe à Prague. Il obtient un doctorat en psychologie avant de se consacrer à l'écriture de fiction et de scénarios.

### Israël
Peu de temps après l'invasion de la Tchécoslovaquie par le pacte de Varsovie en 1968, il émigre en Israël, où il enseigne la littérature slave et l'écriture créative à l'Université Bar-Ilan.

### Famille
Ladislav Grosman épouse Edith Friedman, survivante d'Auschwitz (elle fait partie du premier transport officiel et est une des dernières à quitter à la libération du camp). Ils ont un fils, George Grossman, guitariste de jazz, né le 3 mars 1953 à Prague.

### Honneurs
- Une plaque commémorative est placée à Humenné en 2010.
- La Slovaquie consacre un timbre figurant Ladislav Grosman, à l'occasion de son centième anniversaire de naissance, en 2021[4].